# Abstraktní továrna
Abstraktní továrna (anglicky Abstract factory) je softwarový návrhový vzor, který poskytuje možnost "obalit" skupinu individuálních konkrétních továren, které mají společné téma. Obvyklé použití vzoru spočívá ve vytvoření konkrétní implementace abstraktní továrny, za jejíhož použití vyrábí potřebné objekty. Klient se nestará o to, které konkrétní objekty vyrábí která konkrétní továrna, protože používá jednotné rozhraní abstraktní továrny. Vzor odděluje detaily implementace skupiny objektů od jejich obecného používání.
Příkladem abstraktní továrny může být DocumentCreator, který poskytuje interface pro vytváření množství produktů(např. createLetter() a createResume()). Systém pak bude obsahovat několik odvozených konkrétních verzí DocumentCreatoru jako například FancyDocumentCreator nebo ModernDocumentCreator. Každá z těchto tříd bude mít jinou implementaci metod createLetter() a createResume(), které budou vytvářet odpovídající objekty (např. FancyLetter nebo ModernResume). Každý z takto vytvořených objektů bude instancí třídy, která bude dědit od společného předka (např. Letter nebo Resume). Klient vždy dostane správnou instanci DocumentCreatoru s odpovídajícími továrními metodami. Všechny objekty vytvářené pomocí DocumentCreatoru budou pocházet z jednoho tématu (Fancy nebo Modern). Jediné, co potřebuje klient znát, je rozhraní společného předka produkovaných objektů (Letter nebo Resume), nepotřebuje vědět přesnou verzi (Fancy nebo Modern).
Továrna je místem v kódu, kde dochází k vytváření nových objektů. Cílem továrny je odstínit klienta od vytváření těchto objektů. Továrny umožňují používání nově vytvořených tříd, stačí pouze dodržet podmínku dědění od rodičovských tříd produktů továrny.
Implementace vzoru umožňuje vyměňovat konkrétní implementace bez změny kódu. Změna použité továrny a tím i změna toho, jaké se budou vytvářet objekty, je proveditelná dokonce za běhu.

## Definice
Základem návrhového vzoru abstraktní továrna je poskytnutí interface pro vytváření rodin souvisejících objektů, aniž by bylo třeba specifikovat jejich konkrétní třídu.

## Použití
Jednotlivé továrny určují přímo typy objektů, které vytvářejí. Ve většině jazyků se tak obvykle děje použitím klíčového slova new. Nicméně továrna vrací abstraktní ukazatel na vytvořený konkrétní objekt.
Díky tomu není klientský kód zatěžován vytvářením objektů, ale o vytvoření požádá objekt továrny, která vrací objekt požadovaného abstraktního typu pomocí ukazatele na tento objekt.
Protože továrna vrací pouze abstraktní ukazatel, klientský kód nezná aktuální konkrétní typ objektu, který byl právě vytvořen. Nicméně abstraktní továrna musí znát konkrétní typ objektů, které mají být vytvářeny. To se může dozvědět například z konfiguračního souboru. Důsledkem toho je:
- Klientský kód nemá žádné povědomí o konkrétních typech objektů a proto nemusí vkládat header soubory (C) nebo deklarace tříd vztahujících se ke konkrétním typům. Klientský kód se musí vypořádat pouze s deklarací abstraktního předka vytvářených objektů, protože pouze přes interface abstraktního předka klient přistupuje k vytvořeným objektům.
- Přidání nové rodiny konkrétních typů je provedeno úpravou klientského kódu tak, aby používal jinou továrnu. Tato modifikace je obvykle přidání jednoho či dvou řádků kódu do jednoho souboru. (Různé továrny vytvářejí objekty různých konkrétních typů, ale vrací ukazatel na stejný abstraktní typ, to chrání klientský kód před nutností zásahu při přidání nového typu.) Tento přístup je mnohem jednodušší než modifikovat klientský kód tak, aby mohl používat nový typ všude, kde je tento typ vytvářen. Muselo by být také zajištěno správné vložení header souborů nebo deklarací tříd. Obvykle se konkrétní továrny vytvářejí jako singletony, díky čemuž je pak jejich případná výměna velmi jednoduchá.

## Diagram tříd

Diagram tříd

Metoda createButton v interfacu GuiFactory vrací objekty typu Button. Jaká implementace Buttonu bude vrácena, záleží na tom jaké implementace GuiFactory obslouží volání metody.
Pro jednoduchost diagramu je jsou zobrazeny pouze třídy pro vytváření jednoho typu objektů (tlačítek). Jednoduše lze však doplnit abstraktního předka například pro kurzor a jeho konkrétní implementace WinCursor a OSXCursor.

## Příklady
Výstupem příkladů by mělo být buďto "I'm a WinButton" nebo "I'm an OSXButton" podle toho, jaký druh továrny byl použit. Povšimněte si, že aplikace nemá tušení, jaký druh GUIFactory dostane, ani jaký druh tlačítka tato továrna vytvoří.

### Java
```
/* GUIFactory example -- */

interface
 
GUIFactory
 
{

    
public
 
Button
 
createButton
();

}

class
 
WinFactory
 
implements
 
GUIFactory
 
{

    
public
 
Button
 
createButton
()
 
{

        
return
 
new
 
WinButton
();

    
}

}

class
 
OSXFactory
 
implements
 
GUIFactory
 
{

    
public
 
Button
 
createButton
()
 
{

        
return
 
new
 
OSXButton
();

    
}

}

interface
 
Button
 
{

    
public
 
void
 
paint
();

}

class
 
WinButton
 
implements
 
Button
 
{

    
public
 
void
 
paint
()
 
{

        
System
.
out
.
println
(
"I'm a WinButton"
);

    
}

}

class
 
OSXButton
 
implements
 
Button
 
{

    
public
 
void
 
paint
()
 
{

        
System
.
out
.
println
(
"I'm an OSXButton"
);

    
}

}

class
 
Application
 
{

    
public
 
Application
(
GUIFactory
 
factory
)
 
{

        
Button
 
button
 
=
 
factory
.
createButton
();

        
button
.
paint
();

    
}

}

public
 
class
 
ApplicationRunner
 
{

    
public
 
static
 
void
 
main
(
String
[]
 
args
)
 
{

        
new
 
Application
(
createOsSpecificFactory
());

    
}

    
public
 
static
 
GUIFactory
 
createOsSpecificFactory
()
 
{

        
int
 
sys
 
=
 
readFromConfigFile
(
"OS_TYPE"
);

        
if
 
(
sys
 
==
 
0
)
 
{

            
return
 
new
 
WinFactory
();

        
}
 
else
 
{

            
return
 
new
 
OSXFactory
();

        
}

    
}

}

```

### C#
```
/* GUIFactory example -- */

using
 
System
;

using
 
System.Configuration
;

namespace
 
AbstractFactory

{

    
public
 
interface
 
IButton
 

    
{

        
void
 
Paint
();

    
}

    
public
 
interface
 
IGUIFactory
 

    
{

        
IButton
 
CreateButton
();

    
}

    
public
 
class
 
OSXButton
 
:
 
IButton
 

    
{

        
public
 
void
 
Paint
()
 

        
{

            
System
.
Console
.
WriteLine
(
"I'm an OSXButton"
);

        
}

    
}

    
public
 
class
 
WinButton
 
:
 
IButton
 

    
{

        
public
 
void
 
Paint
()
 

        
{

            
System
.
Console
.
WriteLine
(
"I'm a WinButton"
);

        
}

    
}

    
public
 
class
 
OSXFactory
 
:
 
IGUIFactory
 

    
{

        
IButton
 
IGUIFactory
.
CreateButton
()
 

        
{

            
return
 
new
 
OSXButton
();

        
}

    
}

    
public
 
class
 
WinFactory
 
:
 
IGUIFactory
 

    
{

        
IButton
 
IGUIFactory
.
CreateButton
()
 

        
{

            
return
 
new
 
WinButton
();

        
}

    
}

    
public
 
class
 
Application
 

    
{

        
public
 
Application
(
IGUIFactory
 
factory
)
 

        
{

            
IButton
 
button
 
=
 
factory
.
CreateButton
();

            
button
.
Paint
();

        
}

    
}

    
public
 
class
 
ApplicationRunner
 

    
{

        
static
 
IGUIFactory
 
CreateOsSpecificFactory
()
 

        
{

            
// Contents of App.Config associated with this C# project

            
//<?xml version="1.0" encoding="utf-8" ?>

            
//<configuration>

            
//  <appSettings>

            
//    <!-- Uncomment either Win or OSX OS_TYPE to test -->

            
//    <add key="OS_TYPE" value="Win" />

            
//    <!-- <add key="OS_TYPE" value="OSX" /> -->

            
//  </appSettings>

            
//</configuration>

            
string
 
sysType
 
=
 
ConfigurationSettings
.
AppSettings
[
"OS_TYPE"
];

            
if
 
(
sysType
 
==
 
"Win"
)
 

            
{

                
return
 
new
 
WinFactory
();

            
}
 

            
else
 

            
{

                
return
 
new
 
OSXFactory
();

            
}

        
}

        
static
 
void
 
Main
(
string
[]
 
args
)
 

        
{

            
new
 
Application
(
CreateOsSpecificFactory
());

            
Console
.
ReadLine
();

        
}

    
}

}

```

### C++
```
/* GUIFactory example -- */

#include
<iostream>

using
 
namespace
 
std
;

class
 
Button
 
{

public
:

	
virtual
 
void
 
paint
()
 
=
 
0
;

        
virtual
 
~
Button
(){

        
}

};

class
 
WinButton
:
 
public
 
Button
 
{

public
:

	
void
 
paint
()
 
{

		
cout
 
<<
 
"I'm a WinButton"
;

	
}

};

class
 
OSXButton
:
 
public
 
Button
 
{

public
:

	
void
 
paint
()
 
{

		
cout
 
<<
 
"I'm an OSXButton"
;

	
}

};

class
 
GUIFactory
 
{

public
:

	
virtual
 
Button
 
*
 
createButton
()
 
=
 
0
;

        
virtual
 
~
GUIFactory
(){

        
}

};

class
 
WinFactory
:
 
public
 
GUIFactory
 
{

public
:

	
Button
 
*
 
createButton
()
 
{

		
return
 
new
 
WinButton
();

	
}

        
~
WinFactory
(){

        
}

};

class
 
OSXFactory
:
 
public
 
GUIFactory
 
{

public
:

	
Button
 
*
 
createButton
()
 
{

		
return
 
new
 
OSXButton
();

	
}

         

        
~
OSXFactory
(){

        
}

};

class
 
Application
 
{

public
:

	
Application
(
GUIFactory
 
*
 
factory
)
 
{

		
Button
 
*
 
button
 
=
 
factory
->
createButton
();

		
button
->
paint
();

                
delete
 
button
;

                
delete
 
factory
;

	
}

};

GUIFactory
 
*
 
createOsSpecificFactory
()
 
{

	
int
 
sys
;

	
cout
 
<<
 
endl
 
<<
 
"Enter OS Type(0 - Win, 1 - OSX): "
;

	
cin
 
>>
 
sys
;

	
if
 
(
sys
 
==
 
0
)
 
{

		
return
 
new
 
WinFactory
();

	
}
 
else
 
{

		
return
 
new
 
OSXFactory
();

	
}

}

int
 
main
(
int
 
argc
,
 
char
 
**
argv
)
 
{

	
Application
 
*
 
newApplication
 
=
 
new
 
Application
(
createOsSpecificFactory
());

	
delete
 
newApplication
;

	
return
 
0
;

}

```

### Objective-C
```
/* GUIFactory example -- */

#import <Foundation/Foundation.h>

@protocol
 
Button

-
 
(
void
)
paint
;

@end

@interface
 
WinButton
 : 
NSObject
 
<
Button
>

@end

@interface
 
OSXButton
 : 
NSObject
 
<
Button
>

@end

@protocol
 
GUIFactory

-
 
(
id
)
createButton
;

@end

@interface
 
WinFactory
 : 
NSObject
 
<
GUIFactory
>

@end

@interface
 
OSXFactory
 : 
NSObject
 
<
GUIFactory
>

@end

@interface
 
Application
 : 
NSObject

-
 
(
id
)
initWithGUIFactory:
(
id
)
factory
;

+
 
(
id
)
createOsSpecificFactory:
(
int
)
type
;

@end

@implementation
 
WinButton

-
 
(
void
)
paint
 
{

    
NSLog
(
@"I am a WinButton."
);

}

@end

@implementation
 
OSXButton

-
 
(
void
)
paint
 
{

    
NSLog
(
@"I am a OSXButton."
);

}

@end

@implementation
 
WinFactory

-
 
(
id
)
createButton
 
{

    
return
 
[[[
WinButton
 
alloc
]
 
init
]
 
autorelease
];

}

@end

@implementation
 
OSXFactory

-
 
(
id
)
createButton
 
{

    
return
 
[[[
OSXButton
 
alloc
]
 
init
]
 
autorelease
];

}

@end

@implementation
 
Application

-
 
(
id
)
initWithGUIFactory:
(
id
)
factory
 
{

    
if
 
(
self
 
=
 
[
super
 
init
])
 
{

        
id
 
button
 
=
 
[
factory
 
createButton
];

        
[
button
 
paint
];

    
}

    
return
 
self
;

}

+
 
(
id
)
createOsSpecificFactory:
(
int
)
type
 
{

    
if
 
(
type
 
==
 
0
)
 
{

        
return
 
[[[
WinFactory
 
alloc
]
 
init
]
 
autorelease
];

    
}
 
else
 
{

        
return
 
[[[
OSXFactory
 
alloc
]
 
init
]
 
autorelease
];

    
}

}

@end

int
 
main
(
int
 
argc
,
 
char
*
 
argv
[])
 
{

    
NSAutoreleasePool
 
*
pool
 
=
 
[[
NSAutoreleasePool
 
alloc
]
 
init
];

    
[[
Application
 
alloc
]
 
initWithGUIFactory
:
[
Application
 
createOsSpecificFactory
:
0
]];
// 0 is WinButton

    
[
pool
 
release
];

    
return
 
0
;

}

```